# Baihe, Shanghai
Baihe (kinesiska: 白鹤, 白鹤镇) är en köping i Kina. Den ligger i Qingpu i storstadsområdet Shanghai, i den östra delen av landet, omkring 30 kilometer väster om den centrala stadskärnan. Antalet invånare är 92 288. Befolkningen består av 43 789 kvinnor och 48 499 män. Barn under 15 år utgör 10,0 %, vuxna 15-64 år 80 %, och äldre över 65 år 8,0 %.